# Олек Крупа
Олександр Крупа (пол. Aleksander Krupa), більш відомий як Олек Кру́па (пол. Olek Krupa); нар. 31 серпня 1955, Рибник, Польща) — польський та американський актор, який активно знімається у кіно та на телебаченні. Найбільше відомий своїми ролями злодіїв і злочинців у таких фільмах, як "Стирач", "Діамантовий поліцейський", "Сам удома 3" та "Пограбування по-італійськи". Крім того, він зіграв боснійського сербського генерала, причетного до геноциду боснійських мусульман, у фільмі 2001 року "У тилу ворога", а також президента Росії в бойовику "Солт" 2010 року. Крупа продовжував виконувати другорядні ролі в багатьох голлівудських фільмах, таких як "Люди Ікс: Перший клас", "Приховані фігури" та "Форсаж 8".

## Ранні роки
Крупа народився у місті Рибник, Польща.  Мати — Ельжбета Крупа, у Олександра є два брати. У 1974 році він закінчив Національну академію драматичного мистецтва імені Александра Зельверовича у Варшаві, де отримав ґрунтовну театральну освіту. Після завершення навчання Крупа розпочав свою кар’єру на театральній сцені, зокрема виступав у відомому Театрі «Сцена STU» у Кракові, який славиться своїми експериментальними постановками та творчим підходом до класичного репертуару.
У 1981 році Крупа емігрував до Сполучених Штатів, що стало визначальним кроком у його житті. У новій країні актор почав розвивати свою кар’єру у кіноіндустрії, поступово знаходячи своє місце серед голлівудських акторів. Його польське походження та виразна зовнішність дозволили йому успішно втілювати персонажів з різних культур та національностей, що стало однією з його особливостей.
У 1981 році переїхав жити до США, де почав використовувати зменшувальну форму імені. 1983 почав грати в американських театрах.

## Кар'єра
Уперше Крупа з'явився на екрані у 1984 році в документальному фільмі під назвою "Далеко від Польщі". Згодом він почав виступати на сценах оф-Бродвею, де відточував свою акторську майстерність.
Дебют Крупи в художньому кіно відбувся у 1986 році у фільмі "Дев'ять з половиною тижнів". У наступні роки він зіграв Едварда Теллера у телевізійному фільмі "День перший" (1989) та Еріка фон Штрогейма в мінісеріалі "Кеннеді з Массачусетса" (1990).
Олександр також часто з’являвся як запрошений актор у відомих телевізійних серіалах, таких як "Поліція Маямі: Відділ моралі", "Під прикриттям у Нью-Йорку", "Закон і порядок", "Закон і порядок: Спеціальний корпус", "Закон і порядок: Злочинні наміри", "Блакитна кров", "У полі зору" та "Чорний список".
Крім того, Крупа виконував одну з постійних ролей у популярному історичному драматичному серіалі FX "Американці", де ще раз підтвердив свій талант до перевтілення у складних і багатогранних персонажів.

## Фільмографія

### Кіно
| Рік  | Назва                                     | Оригінальна назва                       | Роль                         |
| ---- | ----------------------------------------- | --------------------------------------- | ---------------------------- |
| 1984 | Далеко від Польщі                         | Far from Poland                         | Ян                           |
| 1986 | Дев'ять з половиною тижнів                | 9½ Weeks                                | Брюс                         |
| 1988 | Зателефонуй мені                          | Call Me                                 | Хеннік                       |
| 1989 | Недоречно                                 | Misplaced                               | Батько Яцека                 |
| 1989 | Чорна веселка                             | Black Rainbow                           | Том Курон                    |
| 1990 | Перехрестя Міллера                        | Miller's Crossing                       | Тед                          |
| 1990 | Люди, яких поважають                      | Men of Respect                          | Бедо                         |
| 1992 | Мак                                       | Mac                                     | Половскі                     |
| 1993 | Джеффрі Бін 30                            | Geoffrey Beene 30                       | Чоловік                      |
| 1993 | Блюз під прикриттям                       | Undercover Blues                        | Зубик                        |
| 1993 | Оголені в Нью-Йорку                       | Naked in New York                       | Професор Корта               |
| 1993 | Претенденти                               | The Contenders                          | Румунський бюрократ          |
| 1995 | Чесна гра                                 | Fair Game                               | Жуков                        |
| 1996 | Стирач                                    | Eraser                                  | Сергій Іванович Петрофський  |
| 1996 | Під мостом                                | Under the Bridge                        | —                            |
| 1997 | Удар по голові                            | Kicked in the Head                      | Борко                        |
| 1997 | Сам удома 3                               | Home Alone 3                            | Пітер Бопре                  |
| 1998 | ОК Гараж                                  | OK Garage                               | Яннік                        |
| 1998 | Зоряний пил                               | Stardust                                | Кароль Васач                 |
| 1999 | Смачна штучка                             | Simply Irresistible                     | Вальдерон                    |
| 1999 | Немає вакансій                            | No Vacancy                              | Леонард                      |
| 1999 | Діамантовий поліцейський                  | Blue Streak                             | Жан ЛаФлер                   |
| 1999 | Кисень                                    | Oxygen                                  | Коханець Маделін             |
| 2000 | Опортуністи                               | The Opportunists                        | Тед Валікакі                 |
| 2000 | Тринадцять днів                           | Thirteen Days                           | Андрій Громико               |
| 2001 | Бруклінський Вавилон                      | Brooklyn Babylon                        | Дядько Влад                  |
| 2001 | У тилу ворога                             | Behind Enemy Lines                      | Мирослав Локар               |
| 2003 | Приносячи дощ                             | Bringing Rain                           | Директор школи Гула          |
| 2003 | Пограбування по-італійськи                | The Italian Job                         | Машков                       |
| 2006 | 508 Нельсон                               | 508 Nelson                              | Юрій Нємов                   |
| 2007 | П'ятий пацієнт                            | The Fifth Patient                       | Ходоров                      |
| 2007 | Ніл Кесседі                               | Neal Cassady                            | Юліан Набоков                |
| 2008 | Прочитати і спалити                       | Burn After Reading                      | Крапоткін                    |
| 2008 | 1937                                      | 1937                                    | Бернард                      |
| 2009 | Будь що буде                              | Whatever Works                          | Морґенштерн                  |
| 2010 | Солт                                      | Salt                                    | Президент Росії Матвєєв      |
| 2011 | Люди Ікс: Перший клас                     | X-Men: First Class                      | Радянський капітан           |
| 2011 | Катя                                      | Katya                                   | Віктор                       |
| 2011 | Одного разу цей біль принесе тобі користь | Someday This Pain Will Be Useful to You | Генрик Марія                 |
| 2012 | Диктатор                                  | The Dictator                            | Виконавчий директор Газпрому |
| 2013 | Іспит для двох                            | Admission                               | Полоков                      |
| 2013 | Один трюк Дітера                          | One Trick Dieter                        | Том                          |
| 2013 | Кровні узи                                | Blood Ties                              | Томмі                        |
| 2013 | Метелики Білла Бейкера                    | Butterflies of Bill Baker               | Доктор Буржецька             |
| 2014 | Я одержимий тобою                         | I'm Obsessed with You                   | Станіслав                    |
| 2016 | Приховані фігури                          | Hidden Figures                          | Карл Зелінські               |
| 2017 | Форсаж 8                                  | The Fate of the Furious                 | Міністр оборони Росії        |
| 2018 | Бельканто                                 | Bel Canto                               | Федоров                      |
| 2019 | Ніч, осяяна сонцем                        | The Sunlit Night                        | Василь                       |
| 2024 | Рейган                                    | Reagan                                  | Михайло Горбачов             |
| 2024 | Сардинія                                  | Sardinia                                | Гжегож Пшибишевські          |
| TBA  | 4 Королі                                  | 4 Kings                                 | Шант                         |

### Телебачення
| Рік       | Назва                               | Оригінальна назва                 | Роль                                          | Примітки                              |
| --------- | ----------------------------------- | --------------------------------- | --------------------------------------------- | ------------------------------------- |
| 1987      | Спенсер: Найманець.                 | Spenser: For Hire                 | Латта                                         | 1 епізод                              |
| 1987      | Поліція Маямі: Відділ моралі        | Miami Vice                        | Ватер Вайда                                   | 1 епізод                              |
| 1988      | Татуювання                          | Tattingers                        | Наречений Елейн                               | 1 епізод                              |
| 1989      | Перший день                         | Day One                           | Едвард Теллер                                 | Телевізійний серіал (1 епізод)        |
| 1990      | Кеннеді з Массачусетсу              | The Kennedys of Massachusetts     | Еріх фон Штрогейм                             | Телевізійний серіал (3 епізоди)       |
| 1990      | Мисливці за слоновою кісткою        | Ivory Hunters                     | —                                             | Телевізійний фільм                    |
| 1991–1999 | Закон і порядок                     | Law & Order                       | Костянтин Вольські Віктор Попов Саша Осінські | Різні ролі (4 епізоди)                |
| 1994      | Нормандія: Великий хрестовий похід  | Normandy: The Great Crusade       | Ян Єсьонек                                    | Телевізійний фільм голос              |
| 1995      | Моя Антонія                         | My Antonia                        | Краєк                                         | Телевізійний фільм                    |
| 1995      | Нью-Йорк під прикриттям             | New York Undercover               | Дон Казалома                                  | 1 епізод                              |
| 1996      | Андерсонвілль                       | Andersonville                     | Олек Вінсновські                              | Телевізійний фільм                    |
| 1997      | Деллавентура                        | Dellavenura                       | Кринські                                      | 1 епізод                              |
| 1998      | Солдат удачі, Inc.                  | Soldier of Fortune, Inc.          | Вільгельм Дітер Генріх                        | 1 епізод                              |
| 1999      | В'язниця Оз                         | Oz                                | Юрій Косигін                                  | 2 епізоди                             |
| 2000      | Закон і порядок: Спеціальний корпус | Law & Order: Special Victims Unit | Алекс Стрізкопф                               | 1 епізод                              |
| 2001      | Дедлайн                             | Deadline                          | Альві Удогова на прізвисько Годзілла          | 1 епізод                              |
| 2001      | Як обертається світ                 | As the World Turns                | Інспектор Гвідо Богджіа                       | Різні ролі (4 епізоди)                |
| 2003      | Закон і порядок: Злочинні наміри    | Law & Order: Criminal Intent      | Бен Лоретт                                    | 1 епізод                              |
| 2004      | Монк                                | Monk                              | Елмер Гратнік                                 | 1 епізод                              |
| 2004      | Сітка                               | The Grid                          | Стана Мур                                     | Телевізійний міні серіал (6 епізодів) |
| 2008      | Новий Амстердам                     | New Amsterdam                     | Віктор Бродські                               | 1 епізод                              |
| 2009      | Життя на Марсі                      | Life on Mars                      | Василь Лукін                                  | 1 епізод                              |
| 2011      | Блакитна кров                       | Blue Bloods                       | Максиміліан Грущенко                          | 1 епізод                              |
| 2011      | Білий комірець                      | White Collar                      | Алек                                          | 1 епізод                              |
| 2011      | В полі зору                         | Person of Interest                | Іван Єгоров                                   | 1 епізод                              |
| 2013–2017 | Американці                          | The Americans                     | Генерал Віктор Жуков                          | Різні ролі (3 епізоди)                |
| 2015      | Вічність                            | Forever                           | Король                                        | 1 епізод                              |
| 2015      | Чорний список                       | The Blacklist                     | Леонід Жавін                                  | 1 епізод                              |
| 2015      | Державний секретар                  | Madam Secretary                   | Президент Павло Остров                        | Різні ролі (3 епізоди)                |
| 2016      | МакГайвер                           | MacGyver                          | Віктор                                        | 1 епізод                              |
| 2016      | Розлучення                          | Divorce                           | Ґустав                                        | 1 епізод                              |
| 2017      | Залізний кулак                      | Iron Fist                         | Радован Бернівіґ                              | Різні ролі (3 епізоди)                |
| 2017      | Елементарно                         | Elementary                        | Федір Ухов                                    | 1 епізод                              |
| 2022      | Стартап, що зазнав краху            | WeCrashed                         | Євген Рисаков                                 | 1 епізод                              |